# Якунін Володимир Іванович
Яку́нін Володи́мир Іва́нович (нар. 30 червня 1948, Меленки, Володимирська область) — російський державний діяч і управлінець; товариш Путіна по службі в КДБ, генерал ФСБ. З 14 червня 2005 по 20 серпня 2015 роки президент ВАТ «Російські залізниці». Дійсний державний радник I класу.

## Санкції

Країни, в яких Володимир Якуніну потрапив під санкції

У березні 2014 року Якунін був доданий до списку спеціально позначених громадян і заблокованих осіб США як очільник підприємства, яке забезпечувало постачання зброї членам терористичних організацій ДНР та ЛНР. Йому заборонено в'їзд до США, заарештовані кошти на його американських рахунках, американським громадянам і компаніям заборонені будь-які ділові стосунки з компаніями, до яких причетний російський олігарх.
15 березня 2019 року Канада ввела санкції проти Якуніна через «агресивні дії» Росії у Чорному морі та Керченській протоці, а також через анексію Криму.
З 13 квітня 2022 року, на тлі вторгнення Росії в Україну, Якунін включений до списку санкцій Великої Британії.
З 19 жовтня 2022 року потрапив під санкції України.

## Відставка
17 серпня 2015 Якуніну була запропонована посада члена (сенатора) Ради Федерації РФ від Калініградської області, яку він відхилив.
20 серпня того ж року, розпорядженням прем'єр-міністра Дм. Медведєва Якунін був звільнений з посади міністра «за його бажанням». Про причину звільнення російські офіційні органи ніяк не повідомили.
Але як стало відомо майже два місяці пізніше російському тб-каналу «Дождь», причиною відставки стало подання старшим сином Якуніна Андрієм заявки на британське громадянство. «В ситуації війни з Заходом подібне було розцінено як акт зради» — повідомив один з наближених до Якуніна співрозмовників телеканалу.